# Adrian Bekasiewicz
Adrian Kajetan Bekasiewicz (ur. 1987) – polski inżynier, profesor Politechniki Gdańskiej w Katedrze Systemów Mikroelektronicznych na Wydziale Elektroniki, Telekomunikacji i Informatyki.

## Życiorys
W 2011 roku uzyskał tytuł magistra, a 18 października 2016 roku uzyskał stopień doktora na Politechnice Gdańskiej na podstawie pracy Projektowanie anten szerokopasmowych z użyciem szybkich metod optymalizacji wielokryterialnej; 14 stycznia 2020 roku uzyskał habilitację na Politechnice Gdańskiej na podstawie pracy Wydajne numerycznie metody projektowania niekonwencjonalnych struktur mikrofalowych i antenowych z wykorzystaniem modeli zastępczych i symulacji elektromagnetycznych. W 2014 dołączył do Katedry Algorytmów i Modelowania Systemów jako pracownik naukowy i doktor habilitowany.
Jego zakres badań obejmuje: konstrukcje struktur mikrofalowych/antenowych sterowanych elektromagnetycznie, optymizacja wielokryterialna, modelowanie i optymalizacja w oparciu o parametry zastępcze, miniaturyzacja pasywnych elementów mikrofalowych.
Współautor ponad 200 publikacji, jedna z nich została opublikowana przez World Scientific, siedmiu rozdziałów w książkach opublikowanych przez Springera oraz ponad 100 artykułów w czasopismach z rankingu ISI.
Od 2017 roku członek IEEE (The Institute of Electrical and Electronics Engineers). W 2017 roku otrzymał Nagrodę Miasta Gdańska dla Młodych Naukowców im. Jana Uphagena za 2016 rok.